# 조이스 조나탕
조이스 조나단(Joyce Jonathan, 1989년 11월 3일 ~ )은 프랑스의 싱어송라이터이다.

## 출생 및 성장
그녀는 프랑스 일드프랑스 오드센 주의 르발루아 페레라는 도시에서 3녀 중 막내로 태어났다. 아버지는 프랑스인 건축가이고, 어머니는 튀니지계 유대인 출신으로 여행 회사의 임원이었다. 그녀는 파리의 알자스인 고등학교를 다녔으며, 대학에서는 심리학을 전공하였다.
그녀는 7살 때부터 피아노를 배우며 작곡을 시작했고, 독학으로 기타를 익혔다. 고등학교 1학년 때 마이스페이스 계정에 본인의 자작곡을 올렸으며, 레이블 My Major Company의 미카엘 골드만에게 그녀의 자작곡을 보내는 등의 노력을 하였다. 2007년 12월, 그녀는 18세의 나이로 My Major Company 소속 가수가 되었고, 2008년에는 486명의 후원자에게서 7만 유로의 앨범 제작 후원금을 받게 되었다.

## 활동
그녀는 마이스페이스 활동 덕분에 2008년에 그녀의 첫 번째 앨범 작업을 시작할 수 있게 되었다. 밴드 Telephone의 기타리스트인 루이 베르띠냑은 그녀의 재능과 목소리에 감동을 받아 앨범 제작에 도움을 주었다. 그녀의 첫 번째 앨범인 "Sur mes gardes"는 발매된 지 오개월만인 2010년 5월에 50만장의 판매량을 기록했다. 8월에는 다운로드 앨범 판매량 1위를 차지하였다. 2010년에는 그녀의 싱글 'L'heure avait sonné'가 미국 드라마 '가십걸' 시즌 4의 사운드트랙으로 선택되었다. 2011년 1월 23일에는 NRJ 뮤직 어워드의 'Francophone Breakthrough of the year '분야에서 수상했다. 그녀의 2013년 6월에 두 번째 앨범 "Caractère"를 발표했으며, NRJ 뮤직 어워드에서 최고의 여가수상과 최고의 노래상을 받았다. 2016년 2월에는 세 번째 앨범인 "Une Place Pour Moi"를 발표했다.

## 음반 목록
- Sur mes gardes (2010)
- Caractère (2013)
- Une place pour moi (2016)
- Ça Ira (2017)